# The Final Countdown (pjesma)
The Final Countdown je pjesma s istoimenog albuma švedskog hard rock sastava Europe.
Objavljena je 26. svibnja 1986. godine, u izdanju Epic Recordsa. Pjesma je dosegla broj jedan na top ljestvicama u 26 zemalja, a također se nalazi na glazbenim kompilacijama '80.-ih i jedna je od najpoznatijih pjesama hard rocka.
Najpoznatiji dio pjesme je početna melodija na električnom klaviru, koja otvara pjesmu. Melodija je nastala u ranim 80.-im. Autor je Joey Tempest, pjevač sastava, a kasnije je nastala i cijela pjesma. Riječi su inspirirane pjesmom "Space Oddity" Davida Bowiea. Članovi grupe nisu imali velika očekivanja od ove pjesme. Na nagovor izdavačke kuće Epic Records, bila je prva na albumu, koji je i nazvan po pjesmi. Pjesma je postala veliki hit i najpoznatija pjesma grupe Europe.
Pjesma se koristila kao podloga na športskim natjecanjima, u videoigrama, TV serijama, filmovima i dr.